# Preslavska ljudska skupščina
Preslavska ljudska skupščina (bolgarsko Преславски народен собор, Pereslavski naroden sobor) je potekala leta 893. Bila je eden od najpomembnejših dogodkov v zgodovini Prvega bolgarskega cesarstva in temelj pokristjanjevanja Bolgarije pod carjem Borisom I.

## Ozadje in viri
Leta 889 je car Boris I. abdiciral in se umaknil v samostan. Nasledil ga je njegov najstarejši sin Vladimir Rasate, ki je poskušal obnoviti tengrizem, tradicionalno državno vero od leta 681. Potem ko je Vladimirja Rasateja leta 893 njegov oče odstavil, je slednji sklical ljudsko skupščino v Preslavu, da bi uzakonil spremembe. Ker so bila obravnavana vprašanja velikega pomena za vso državo, je bila potrebna navzočnost in odobritev višjega in nižjega plemstva, duhovščine in predstavnikov vseh dežel. Zbor v srednjeveških virih ni neposredno omenjen. Najbolj podroben opis dogodkov, ki so privedli do padca Vladimirja Rasateja, prihaja od benediktinskega opata Regina Prümskega v njegovem delu Chronicon:
...Knez tega ljudstva [Boris I.] je, kot pravijo, po prejemu krstnega blagoslova pokazal tako popolnost, da se je svojemu ljudstvu podnevi prikazoval v kraljevih oblačilih, ponoči pa pokrit v surovih oblačilih na skrivaj vstopil v cerkev in ležeč na tleh templja preživljal čas v molitvi. Spodaj si je nadel samo raševino. Kmalu je zapustil zemeljsko kraljestvo in potem, ko je na svoje mesto kneza postavil svojega najstarejšega sina [Vladimirja], se je posvetil, vzel oblačilo svetega asketizma in postal menih ter svoj dan in noč posvetil dobrodelnosti, bdenju in molitvam. Medtem je njegov sin, ki ga je postavil za kneza in je bil veliko manj vnet in dejaven kot njegov oče, začel pleniti in preživljati čas s pijačo, pojedinami in razuzdanostjo ter z vsemi sredstvi svoje na novo krščeno ljudstvo vrniti nazaj k poganskim obredom. Ko je njegov oče to izvedel, je vnet od velike jeze slekel meniška oblačila, si znova nadel vojaški pas, oblekel kraljevska oblačila in se potem, ko je zbral tiste, ki so se bali Boga, postavil proti svojemu sinu. Kmalu ga je brez večjih težav ujel, mu iztaknil oči in poslal v zapor. Nato je zbral vse svoje cesarstvo in postavil za kneza svojega mlajšega sina [Simeona I.] ter mu pred vsemi zagrozil z enako kaznijo, če bo izdal pravo krščanstvo. Ko je to uredil, je slekel pas, oblekel sveta meniška oblačila in ko je odšel v samostan, preostali čas svojega življenja preživel v svetem asketizmu.

## Sklepi
Po mnenju zgodovinarjev je skupščini predsedoval Boris I. Zbor je sprejel štiri pomembne odločitve:
- Princ Vladimir Rasate je bil odstavljen s prestola. Zamenjal ga je njegov brat Simeon I., ki naj bi bil visok klerik ali celo nadškof,[5][6] in je bil zato odvezan od  meniške zaobljube.[7] S tem sklepom so se spremenila tudi pravila nasledstva, ki so omogočila, da monarha nasledi njegov brat. Do takrat je monarha lahko nasledil edino njegov prvorojeni sin. To spremembo je omenil Ivan Eksarh v svojem delu Šestodnev.
- Glavno mesto Bolgarije so iz Pliske preselili v Preslav. Odločitev je bla posledica želje Borisa I., da prestolnico preseli iz Pliske, kjer je bil spomin na pogansko preteklost še zelo močan. V novi prestolnici naj  bi bil Simeon obkrožen z ljudmi, zvestimi krščanstvu in slovansko usmerjeni politiki njegovega očeta.[8] V Preslavu  je bil tudi Pantelejmonov samostan,[9] kamor se je po upokojitvi umaknil Boris I., v njem pa je bil pred prihodom na prestol verjetno tudi Simeon. Selitev v Preslav je bila simbolično dejanje preloma s poganstvom.[1]
- Bizantinsko duhovščino naj bi izgnali iz države in jo nadomestili z bolgarskimi kleriki. Med novoimenovanimi bolgarskimi škofi je bil Kliment Ohridski, ki je bil poslan v Devol v pokrajini Kutmičevica južno od Ohridskega jezera.[10]
- V liturgiji naj bi grščino zamenjala stara bolgarščina, ki je hkrati postala uradni jezik Bolgarskega cesarstva. To dejanje je bilo velikega pomena ne le za Bolgarijo, ampak za ves slovanski svet.[11]

## Pomen
Odločitve, sprejete med Preslavski skupščini, so imele velik vpliv na bolgarsko zgodovino. Uradni status stare bolgarščine je dal velik zagon razvoju preslavske in ohridske književne šole. Bolgarska kultura in književnost sta pod vladavino novoizvoljenega Simeona I. vstopili v zlato dobo in država je postala kulturno in duhovno središče slovanske Evrope. Odstranitev bizantinske duhovščine in grškega jezika iz liturgije je zagotovila, da se je Bolgarija oddaljila od močnega neposrednega bizantinskega vpliva na svojo politiko in versko življenje.
Bizantinska reakcija je bila hitra. Cesar Leon VI. je že naslednje leto preselil tržnico bolgarskih trgovcev iz Konstantinopla v Solun, kar je bil hud udarec za bolgarske gospodarske interese. Selitev je sprožila prvo trgovinsko vojno v Evropi, v kateri je po odločilni bitki pri Bulgarofigonu zmagal Simeon I.  

## Opomba
Ljudska skupščina je v Bolgariji obstajala od njene ustanovitve in je v svoji prvotni obliki vključevala celotno "oboroženo ljudstvo", ki so ga vodili bojarji. Bila je višja avtoriteta od kana, kar dokazuje skupščina leta 766, ki je odstavila kana Savina. Ljudska skupščina je začela izgubljati pomen s centralizacijo države pod Krumom in Omurtagom in še posebej po pokristjanjevanju, ko je monarh začel veljati za božjega predstavnika na zemlji.